# Ron Wood
Ronald David Wood (født 1. juni 1947 i Hillingdon, London) er en engelsk rockguitarist og bassist, som er bedst kendt som et af medlemmerne i The Rolling Stones. Han har også spillet i The Faces og The Jeff Beck Group.

## Biografi

### Begyndelse
Ronnie Wood blev født i Hillingdon, London, England ind i en musikalsk og kunstnerisk familie. Ronnies mor, Lizzie (Mercy Leah Elizabeth d. 1998 ), var hjemmegående. Hans far, Arthur (f. 1910 – d. 1988  ), spillede i sin fritid sammen med et 24 mands orkester, og gav derfor tidligt sine tre sønner smag for musikken.
Hans 2 storebrødre Art (Arthur Wood født den 7. juli 1937; død 3. november 2006) og Ted (Edward George Wood født den 24. juni 1939; død den 29. september 2003 ) spillede sammen med The Temperance Seven og Alexis Korner’s Blues Incorporated. Ronnie fik sin debut som musiker som 9-årig, da han spillede på vaskebræt sammen med sine brødre i deres bands.
Wood fik efter sin skolegang undervisning i kunst på Ealing Collage of Art, ligesom hans to brødre også havde gået der. Hans musik blev dominerende, men han holdt stadig fast i penslen.

## Karriere

### 1960'erne
Ronnie begyndte sin karriere i 1964 sammen med bandet: The Birds, der havde hjemsted i Yiewsley, Middlesex. I slutningen af 1960'erne var han en del af The Creation, men sluttede sig så til Jeff Beck Group som bassist sammen med sangeren Rod Stewart. Bandet gik hver til sit, men først efter at havde indspillet pladen Beck- Ola i 1969.

### 1970'erne
Sammen med Rod Stewart blev Ronnie medlem af The Small Faces som deres nye guitarist. Efter at deres tidligere forsanger Steve Marriott havde forladt bandet, blev navnet forkortet så de bare hed The Faces. Selvom de var mest kendt i USA som Rod Stewarts back up band, havde The Faces stor succes i England.
Deres musik havde elementer af punk rock. The Black Crowes og Pearl Jam er nogle af de grupper, der er blevet inspirerede af bandet, der dog gik hver til sidst i slutningen af 1975.
Gennem 1970'erne udgav Ronnie flere soloalbums – bl.a. albummet I've Got My Own Album to Do, der fik en 23. plads i 1974. Et samarbejde med det tidligere ex-medlem Ronnie Lane blev til et album som blev soundtrack til filmen Mahoney’s Last Stand i 1976.
Som følge af Mick Taylors afgang fra The Rolling Stones i 1974 fik Ronnie Wood muligheden for at optræde med dem på deres turné i USA i 1975, og at medvirke på albummet Black and Blue, fra 1976. I 1975 blev det offentliggjort at han skulle erstatte Mick Taylor. Han blev også en stor bidragsyder af sange for bandet gennem de næste tre årtier.
I The Rolling Stones specialiserede Ronnie sig i at spille slide guitar og pedal steel guitar. Han spillede også sommetider på bass – eksempelvis på "Fingerprint File" fra 1975, hvor Mick Jagger spillede rytmisk guitar og bassisten Bill Wyman på synthesizer. På singlen "Emotional Rescue" spillede Ronnie også på bass.
Han har desuden fået den ære at blive krediteret for sange som "Black Limousine", "Dance", "Pretty Beat Up" og "Had It With You".

### 1980'erne
Gennem 1980'erne spillede Ronnie stadig sammen med de andre i The Rolling Stones, han forsatte med sin solokarriere, og samarbejdede med forskellige andre musiker som for eksempel Prince, Bob Dylan, David Bowie, Eric Clapton og Aretha Franklin.
I 1988 åbnede Ronnie Woody’s on the beach (Laguna Beach, Californien), der var en slags klub med et band under ledelse af Bobby Keys, og hvor forskellige af Ronnies musikalske venner kom og optrådte. Stedet var meget privat og personligt med publikummet meget tæt på scenekanten. Ronnie spillede der også selv når han var i byen, enten sammen med sine venner eller med de lokale bands i området. Det nedlagte hotel, hvor klubben befandt sig, tillod desuden Ronnie at få lavet et VIP-område ovenpå, med malerier han selv havde malet. Det gav også plads til meget private fester for de optrædende og deres gæster. Selvom stedet var meget succesfuldt blev det dog lukket, angiveligt pga. klager fra naboerne over alt for højt musik .
Til Live Aid-koncerten i Philadelphia optrådte Ronnie og Keith Richards sammen med Bob Dylan. Under deres optræden af sangen Blowin' in the Wind sprang en af Dylans guitarstrenge. Ronnie gav Dylans sin guitar for at showet kunne forsætte, og spillede selv luftguitar indtil der kom en ny guitar, så han kunne fortsætte .

### Til dato
Selvom han stadig var medlem af The Rolling Stones optrådte Ronnie i 1993 sammen med Rod Stewart til MTV Unplugged. Det kom der et album ud af, som fik stor succes.
I 2004 udtrykte Rod, at han gerne ville lave det album færdig, som Ronnie og han var begyndt på. Det var albummet I’ll strut, you’ll sing.
Ronnie turnerede i 2001 og 2002 med sin egen gruppe i England og Irland. Gruppen hed The Ronnie Wood Band og bestod af familiemedlemmer. Desuden spillede andre musikere som Slash og Andrea Corr med. Efter turnéen blev en dvd udgivet under navnet For East man.
Hans selvbiografi Ronnie, der blev skrevet i samarbejde med den amerikanske forfatter Jeffrey Robinson, blev udgivet af forlaget MacMillan i oktober 2007 .

## Privatliv
Ronnie har i alt fire børn. Tre biologiske børn og en stedsøn. Jesse er hans første søn (f. 30. oktober 1976), som han fik sammen med sin første kone Krissy (født Findlay). De var gift fra 1971 til 1978, hvor hans affære med Jo blev opdaget. Krissy døde den 11. juni 2005 efter, at hun havde taget en overdosis af smertestillende medicin.
Han giftede sig i 1985 med Jo (født Howard). Sammen fik de datteren Leah (f. 22. oktober 1978) og sønnen Tyrone (f. 21. august 1983 ). Jo havde en søn, Jamie (f. 1975), fra sit første ægteskab, som hun bragte med ind i ægteskabet.
Den 23. maj 2003 giftede Jesse sig med Tilly, og i 2002 fik de deres første barn Arthur og senere kom datteren Lola, hvilket gjorde Ronnie og Krissy til bedsteforældre . Sønnen Jamie har to sønner, hvilket gør Ronnie og Jo til bedsteforældre. Han har en søn, Charlie, med sin tidligere kæreste Charlotte, og en søn sammen med sin kone, Jodie, ved navn Leo .

### Helbred
I 1975 blev alvoren af Ronnies kokainmisbrug for stort for ham. På grund af de store mængder han brugte ødelagde han sin skillevæg i næsen. Så han skulle gennemgå en opration for at få sat et plastik septum ind. Han kom så ud af sit misbrug, da han fik en speciel behandling i New York.
Anderledes er det gået med hans alkoholmisbrug, som han har kæmpet med i mange år. Først i 2000 erkendte han at have et stort problem, og de sidste par år har han været et par gange på afvænningsklinikker for at få styr på det. Seneste var han sammen med sin kone på The Priory i Roehampton i 2006, da han faldt tilbage til de våde varer på sin fødselsdag.
Han har selv sagt "jeg prøver at få kontrol over mit alkoholmisbrug. Mine terapeuter er med mig på tour. Hver dag er en ny kamp. Men til sidst giver du op, du kan kun overgive dig. Jeg har tabt kampen. Afhængigheden er for stærk for mig. Derfor har jeg et stærkt hold omkring mig, der hjælper mig" .

## Udgivelser

### Med The Birds
- These Birds Are Dangerous (1966)

### Med The Jeff Beck Group
- Truth (1968)
- Beck-Ola (1969)

### Med The Faces
- First Step (1970)
- Long Player (1971)
- A Nod Is as Good as a Wink...To a Blind Horse (1971)
- Ooh La La (1973)
- Coast to Coast: Overture and Beginners (Live) (1974)
- Snakes And Ladders: The Best of Faces (1976)
- The Best of the Faces: Good Boys... When They're Asleep (1999)
- Five Guys Walk into a Bar... (2004)

### Med Ronnie Lane
- Mahoney's Last Stand (1976)

### Soloalbum
- I've Got My Own Album To Do (1974)
- Now Look (1975)
- Gimme Some Neck (1979)
- 1234 (1981)
- Live at the Ritz (1988) (Ronnie Wood, Bo Diddley)
- Slide on This (1992)
- Slide on Live: Plugged in and Standing (1994)
- Live and Ecletic (2000)
- Not For Beginners (2002)
- Live at Electric Ladyland (2002)
- Always Wanted More (2003)

### Med The Rolling Stones
Se The Rolling Stones' diskografi fra 1976 og fremover (fra og med Black and Blue).